# Gentha
Gentha is een plaats en voormalige gemeente in de Duitse deelstaat Saksen-Anhalt, en maakte deel uit van de Landkreis Wittenberg.
Gentha telt 299 inwoners.